# I mattoidi
I mattoidi, al primo concorso pel monumento in Roma a Vittorio Emanuele II (abbreviato spesso semplicemente in I mattoidi) è un saggio e studio critico in chiave ironica di Carlo Dossi.

## Trama

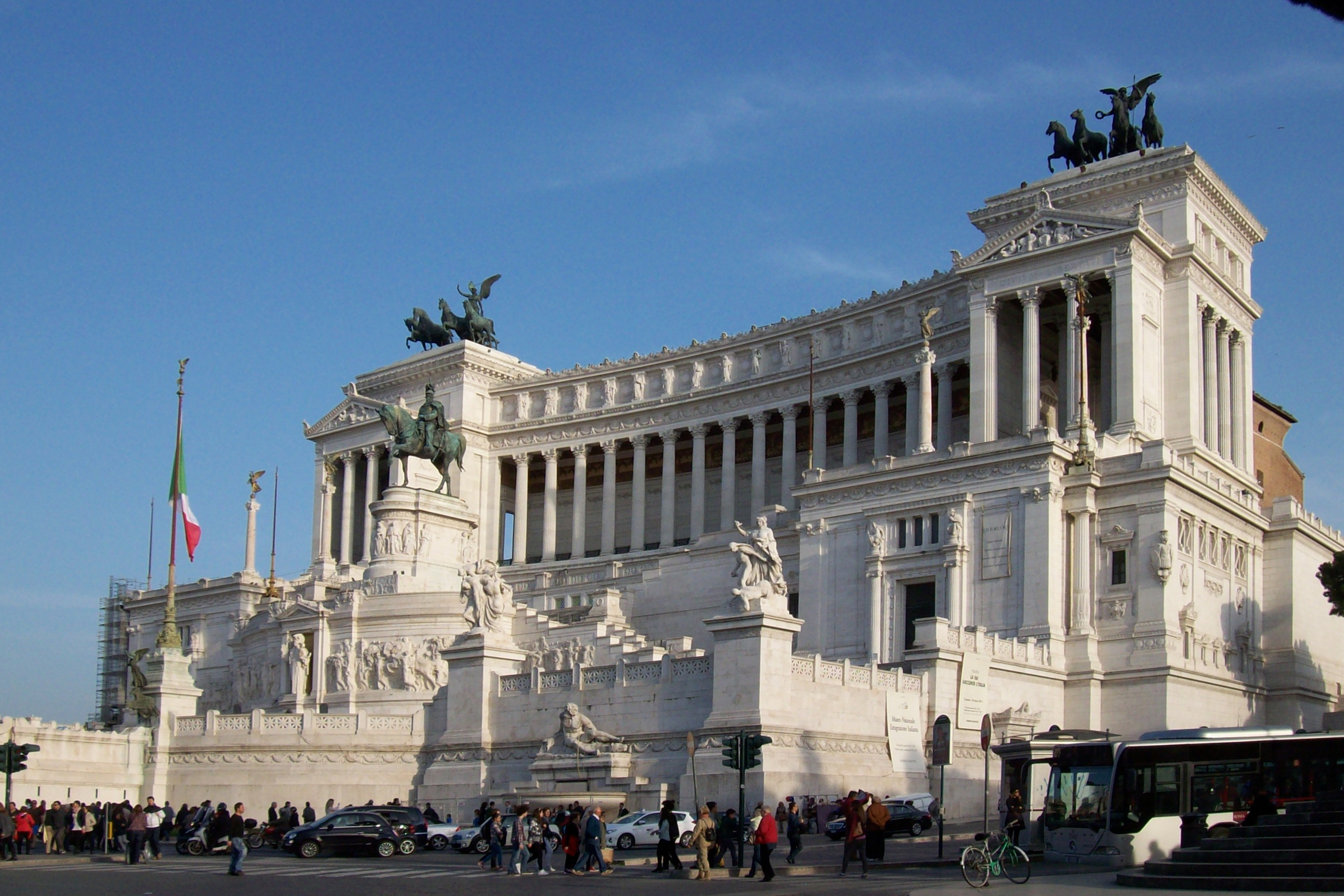
Il Vittoriano a Roma per la cui realizzazione si prescrisse un concorso che diede l'idea al Dossi per la composizione de I mattoidi

Il libro trae ispirazione dal concorso indetto dallo stato italiano nel 1882 per erigere un monumento alla memoria di  Vittorio Emanuele II, primo re d'Italia, a Roma. Per quello che è oggi il Vittoriano, non venne trovato alcun vincitore, ma con un secondo concorso poi il progetto finale venne infine prescelto quello dell'architetto Sacconi, ma il Dossi che era presente a Roma, ebbe l'occasione di seguire tutto l'iter del primo concorso notando, e commentando ironicamente, i vari progetti presentati per l'occasione. Al concorso, libero, parteciparono 239 persone con altrettanti progetti.
Il titolo "I mattoidi" è volutamente provocatorio da parte del Dossi che con questo termine intende riferirsi a quei "pazzi" che ebbero idee così "malsane" da presentarle al governo italiano, creando una "galleria degli orrori". A parte infatti pochi progetti seri di professionisti, il Dossi criticò la maggior parte dei progetti definendoli un "Cottolengo monumentario" per la quantità di architetti improvvisati che proposero archi e colonne, torri e urne o persino piramidi senza verificarne il rapporto di staticità ed e la distribuzione dei pesi; abbozzi dunque più che veri e propri progetti, col solo obbiettivo di compiacere lo stato anziché regalare una vera opera d'arte alla patria.
La rabbia del Dossi, si tramuta però letterariamente in ironia e pertanto l'autore si lascia andare a commenti liberi sui vari progetti: si scaglia contro il progetto di Giovanni Canfora, un meccanico di l'architetto francese Depraz ne voleva fare delle terme per richiamar la necessità di una "rigenerazione igienica del popolo" italiano. Un architetto inglese propose un monumento con finalità pratiche come ad esempio un ponte. Tra i luoghi prescelti per l'edificazione del monumento, il Dossi cita criticamente alcuni progetti che vorrebbero rifare Castel Sant'Angelo o Piazza del Popolo, mostrando quindi la propria personale avversione al distruggere per costruire ex novo.
Il Dossi trova anche il tempo però di lodare progetti come quello presentato da Aristide Mariani che inviò la foto del proprio progetto che consisteva in un'immensa rovina piena di allegorie, con la spiegazione che tutto perisce e non c'è altro modo per rendere eterno un monumento.

## Edizioni
- Carlo Dossi, I mattoidi - al primo concorso pel monumento in Roma a Vittorio Emanuele II, Sommaruga, 1884.